# Haus am Werderschen Markt

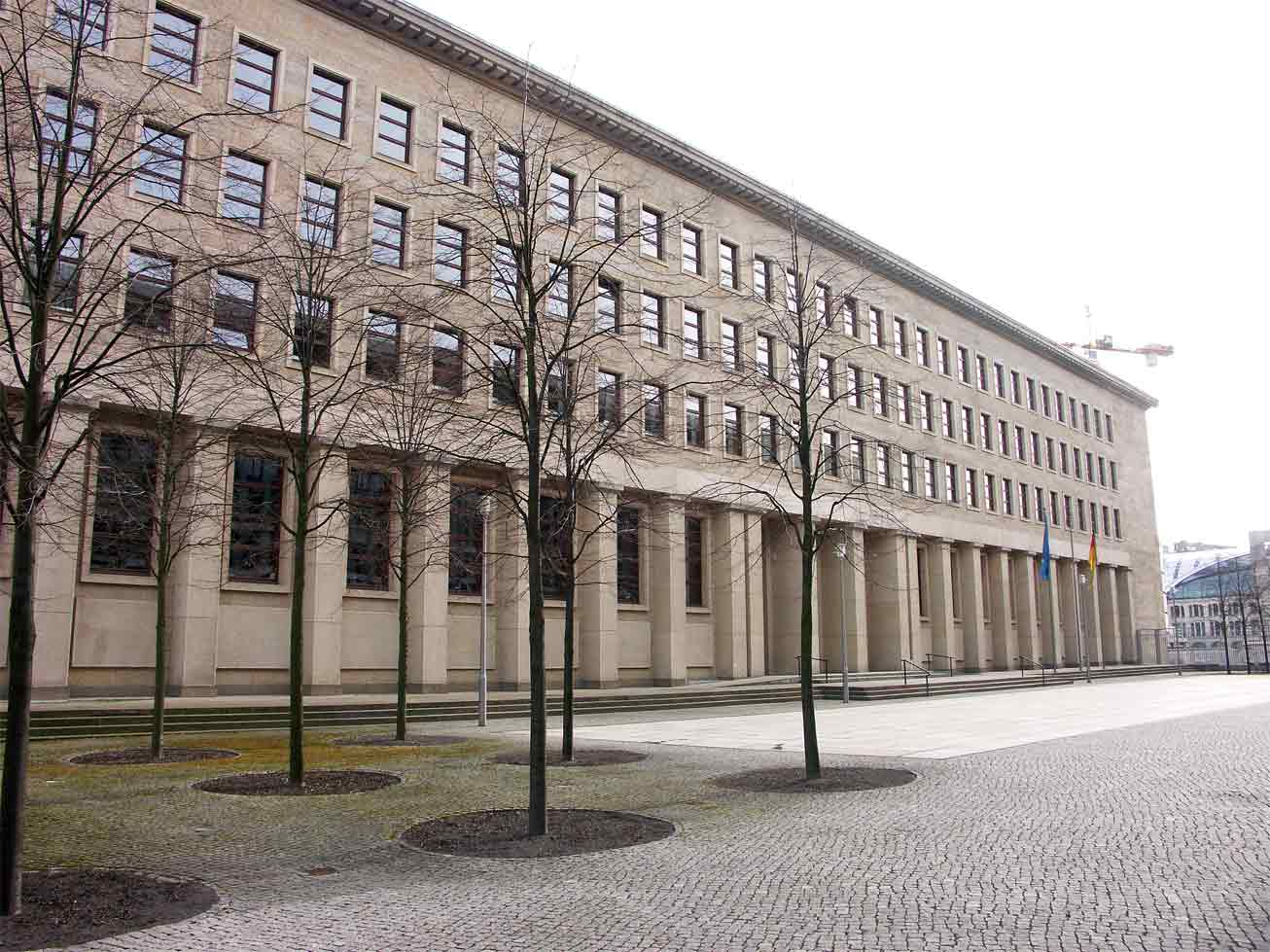
Haus am Werderschen Markt

Das Haus am Werderschen Markt ist ein Gebäude im Berliner Ortsteil Mitte, das in den Jahren 1934 bis 1940 als Erweiterungsbau der Reichsbank errichtet wurde. Während seiner langen Nutzungsgeschichte beherbergte es unter anderem die Reichsbank, das Ministerium der Finanzen der DDR, das Zentralkomitee der SED und seit 1999 – ergänzt durch den von 1997 bis 1999 errichteten Neubau – das Auswärtige Amt.

## Allgemeines

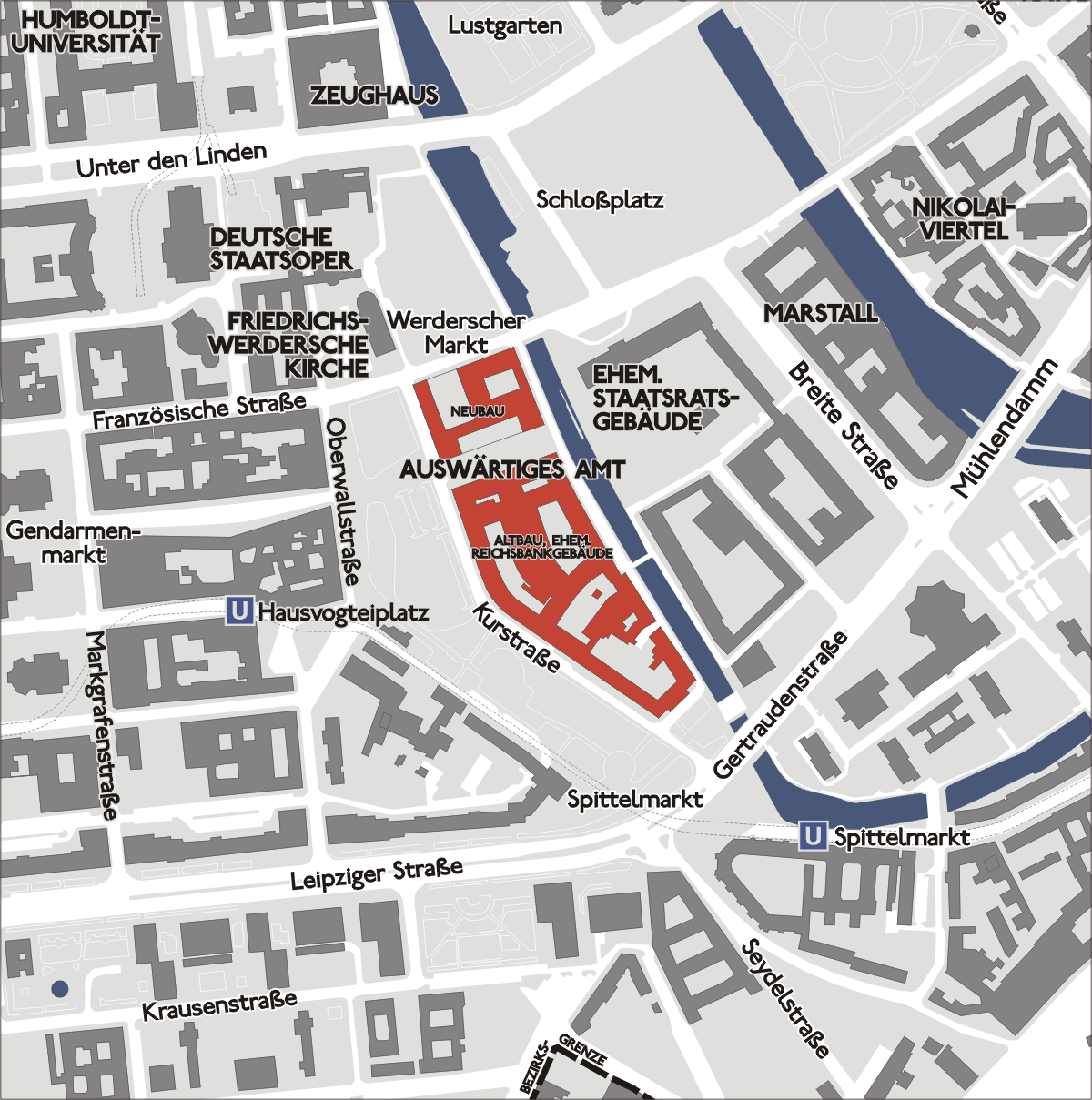
Lageplan

Das Haus am Werderschen Markt wurde in den 1930er Jahren als Erweiterungsbau der damals auf der gegenüberliegenden Straßenseite befindlichen Reichsbank errichtet und war mit dieser durch einen Übergang über die Straße im ersten Geschoss verbunden. Es ist – gemessen am umbauten Raum – mit 550.000 Kubikmetern nach dem ehemaligen Flughafen Tempelhof und der Zentrale des Bundesnachrichtendienstes das drittgrößte Gebäude Berlins. Es liegt westlich der Spree auf dem Friedrichswerder, einem der ältesten Stadtteile Alt-Berlins; dieser Teil der Stadt beherbergt seit der Zeit Friedrich Wilhelms I. verschiedene Staats- und Regierungsinstitutionen.
Der namensgebende Werdersche Markt (Markt auf dem Werder) ist in seiner ursprünglichen Form nicht mehr erhalten. In unmittelbarer Nähe zum Gebäude befindet sich die Friedrichswerdersche Kirche.

## Geschichte

### Erweiterungsbau der Reichsbank (1913–1945)
Bereits 1913 hatte die Reichsbankdirektion unter Rudolf E. A. Havenstein verschiedene Grundstücke auf dem Friedrichswerder zwecks der Errichtung eines Erweiterungsbaus erworben, während mit der Planung besagten Erweiterungsbaus erst 1932 begonnen wurde.
Im Jahr 1931 erstellte Reichsbankbaudirektor Heinrich Wolff mehrere Pläne für den Erweiterungsbau der Reichsbank. In Anbetracht der Wichtigkeit des bevorstehenden Bauvorhabens beschloss die Reichsbankdirektion im Jahr 1933, einen geladenen Wettbewerb auszuschreiben. Unter den Teilnehmern waren namhafte Architekten aus ganz Deutschland, sowohl Vertreter der Moderne wie Walter Gropius, Otto Haesler, Mies van der Rohe, und Hans Poelzig als auch Konservative wie German Bestelmeyer, Wilhelm Kreis und Heinrich Tessenow sowie NSDAP-Aktivisten wie Kurt Frick und Pinno & Grund. Adolf Hitler entschied persönlich, dass die Pläne Wolffs ausgeführt werden sollten.
Im Jahr 1934 erfolgte die feierliche Grundsteinlegung durch Hitler mit 6000 Gästen, darunter die NS-Politiker Joseph Goebbels, Hermann Göring und Wilhelm Frick. Nach sechs Jahren Bauzeit wurde der Bau 1940 fertiggestellt und somit der Reichsbank unter Reichsbankpräsident Walther Funk übergeben, der als Hauptaufgabe der Reichsbank in erster Linie die Finanzierung des Zweiten Weltkriegs verstand.
Das zum Jahreswechsel 1939/1940 fertiggestellte Gebäude enthielt im Erdgeschoss drei Kassenhallen, in den Obergeschossen die Büros und Verwaltungsräume und in den drei Tiefgeschossen sollten Tresor- und Sicherheitstrakte zur Verfügung stehen. Die Büros des Vorstands verblieben im bisherigen Reichsbankgebäude auf der anderen Seite der Kurstraße; es war vorgesehen, dass sie später in einen weiteren Neubau, den Nordblock, der jedoch nie gebaut wurde, umziehen sollten.

### Vom Stadtkontor zum Haus der Parlamentarier (1945–1990)
Obwohl durch Kriegsschäden stark in Mitleidenschaft gezogen, blieben dank der robusten Bauweise des Gebäudes große Teile der Gebäudestruktur erhalten, sodass bereits kurz nach dem Krieg das Berliner Stadtkontor – eine von den Alliierten eingerichtete Dienststelle, die Bankfunktionen übernahm – Räume im ehemaligen Erweiterungsbau der Reichsbank beziehen konnte. Das Berliner Stadtkontor vergab Kredite und gewährleistete den Geldfluss zwischen der Sowjetzone, Berlin und den Westzonen.
1949 fand in den Räumen des Stadtkontors die große Kunstausstellung Mensch und Arbeit statt.
1949 musste das Stadtkontor das Gebäude verlassen, da an seiner Stelle das Finanzministerium der DDR einen Großteil des Gebäudes beanspruchte.

#### Zentralkomitee der SED (1959–1990)

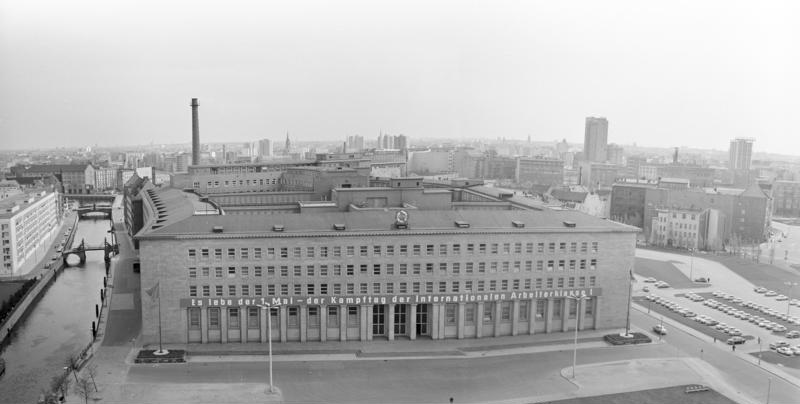
Sitz von ZK und Politbüro der SED, 1967

Im Sommer 1959 zog das Zentralkomitee (ZK) der SED ein und begann mit großen Umbaumaßnahmen. So wurden beispielsweise die ehemaligen Kassenräume aus Reichsbank-Zeiten, die bisher noch erhalten geblieben waren, zu Fest- und Kongresssälen umgebaut. Beispielsweise wurde der Kassensaal 3 zum Plenarsaal des ZK umfunktioniert. In den Obergeschossen entstanden Arbeitsräume für die Mitarbeiter des ZK, und im Zentrum der Fensterfront wurde das Arbeitszimmer des Ersten Sekretärs (später: Generalsekretärs) eingerichtet.
Aufgrund der herausgehobenen Machtstellung des Zentralkomitees war das Haus am Werderschen Markt zwischen 1959 und 1990 das politische Machtzentrum der DDR. Unter Parteimitgliedern wurde es als das „Große Haus“ bezeichnet.

#### Haus der Parlamentarier (1990)
Nachdem es 1989 in der DDR zur politischen Wende gekommen war, konnte im März 1990 die Volkskammer erstmals frei gewählt werden. Sie konstituierte sich am 5. April im Palast der Republik. Weil im Palast keine Arbeits- und Tagungsräume für Abgeordnete vorgesehen waren, übernahm die Volkskammer für diese Zwecke große Teile des Hauses am Werderschen Markt, das nun Haus der Parlamentarier hieß.
Nach der Schließung des Palastes der Republik wegen Asbestbelastung am 19. September 1990 tagte die Volkskammer im Großen Sitzungssaal des Hauses der Parlamentarier. Am 20. September 1990 beschloss sie dort das „Gesetz zum Vertrag zwischen der Deutschen Demokratischen Republik und der Bundesrepublik Deutschland über die Herstellung der Einheit Deutschlands“.

### Auswärtiges Amt (seit 1999)
Seit 1999 bildet das Haus am Werderschen Markt zusammen mit dem Neubau des Ministeriums (errichtet 1997 bis 1999 von Thomas Müller Ivan Reimann Architekten), die über einen Hof verbunden sind, den Hauptsitz des Auswärtigen Amtes.
Im zweiten Geschoss des Hauses am Werderschen Markt befindet sich nun das Ministerbüro. In den Tiefetagen sind die Räume des Politischen Archivs des Ministeriums untergebracht. Generalplaner für die Umbauarbeiten war Hans Kollhoff. Ziel des Umbaus war es, einerseits die Geschichte nicht zu übertünchen und Elemente aus der Vergangenheit des Baus sichtbar zu lassen, andererseits aber auch neue Akzente zu setzen. Dies geschah unter anderem durch großflächige Arbeiten des Künstlers Gerhard Merz.

## Hausherren und Hausherrinnen
| Eigenschaft                                    | Name                    | Zeit      |
| ---------------------------------------------- | ----------------------- | --------- |
| Präsident der Reichsbank                       | Rudolf E. A. Havenstein | 1913–1923 |
| Präsident der Reichsbank                       | Hjalmar Schacht         | 1923–1930 |
| Präsident der Reichsbank                       | Hans Luther             | 1930–1933 |
| Präsident der Reichsbank                       | Hjalmar Schacht         | 1933–1939 |
| Präsident der Reichsbank                       | Walther Funk            | 1939–1945 |
| Minister der Finanzen der DDR                  | Hans Loch               | 1949–1955 |
| Minister der Finanzen der DDR                  | Willy Rumpf             | 1955–1959 |
| Generalsekretär/Erster Sekretär des ZK der SED | Walter Ulbricht         | 1959–1971 |
| Erster Sekretär/Generalsekretär des ZK der SED | Erich Honecker          | 1971–1989 |
| Generalsekretär des ZK der SED                 | Egon Krenz              | 1989–1990 |
| Präsidentin der Volkskammer                    | Sabine Bergmann-Pohl    | 1990      |
| Bundesminister des Auswärtigen                 | Klaus Kinkel            | 1995–1998 |
| Bundesminister des Auswärtigen                 | Joschka Fischer         | 1998–2005 |
| Bundesminister des Auswärtigen                 | Frank-Walter Steinmeier | 2005–2009 |
| Bundesminister des Auswärtigen                 | Guido Westerwelle       | 2009–2013 |
| Bundesminister des Auswärtigen                 | Frank-Walter Steinmeier | 2013–2017 |
| Bundesminister des Auswärtigen                 | Sigmar Gabriel          | 2017–2018 |
| Bundesminister des Auswärtigen                 | Heiko Maas              | 2018–2021 |
| Bundesministerin des Auswärtigen               | Annalena Baerbock       | 2021–2025 |
| Bundesminister des Auswärtigen                 | Johann Wadephul         | seit 2025 |

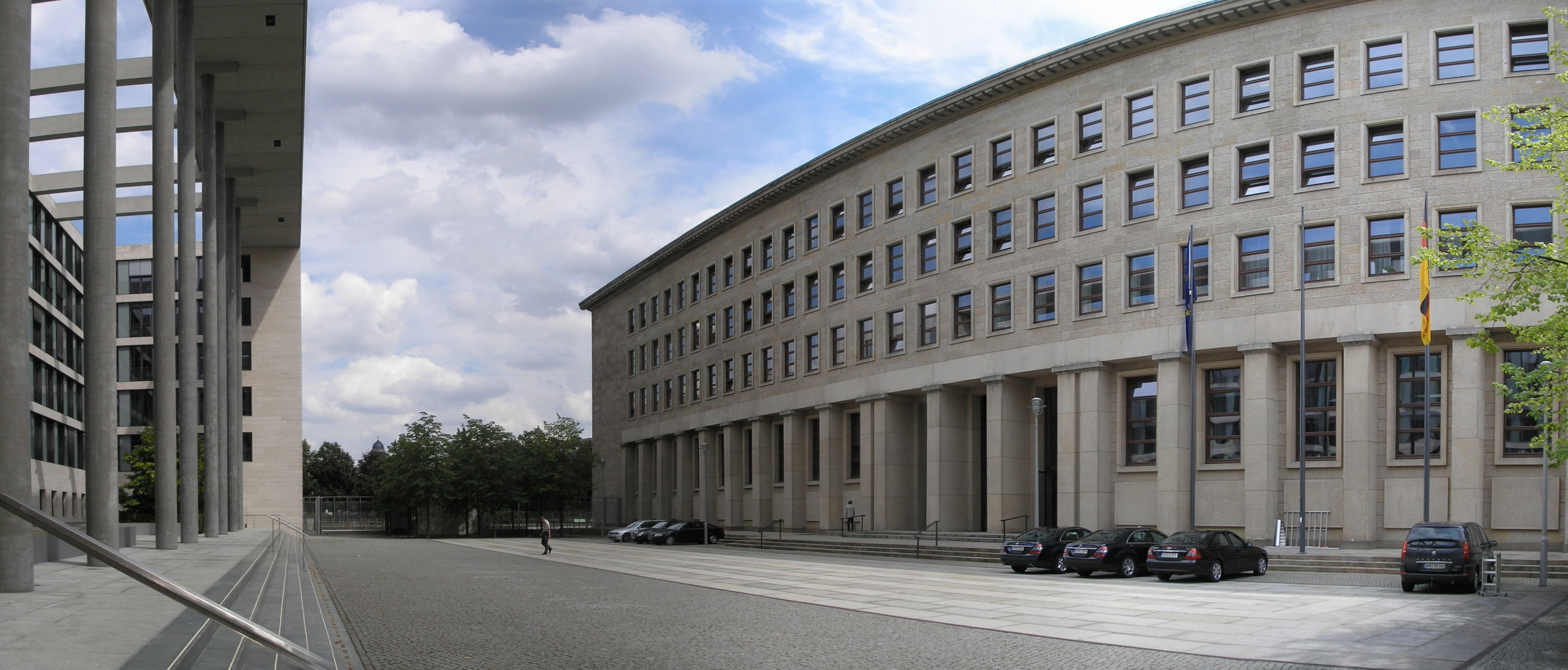
Blick vom Protokollhof auf Neu- und Altbau
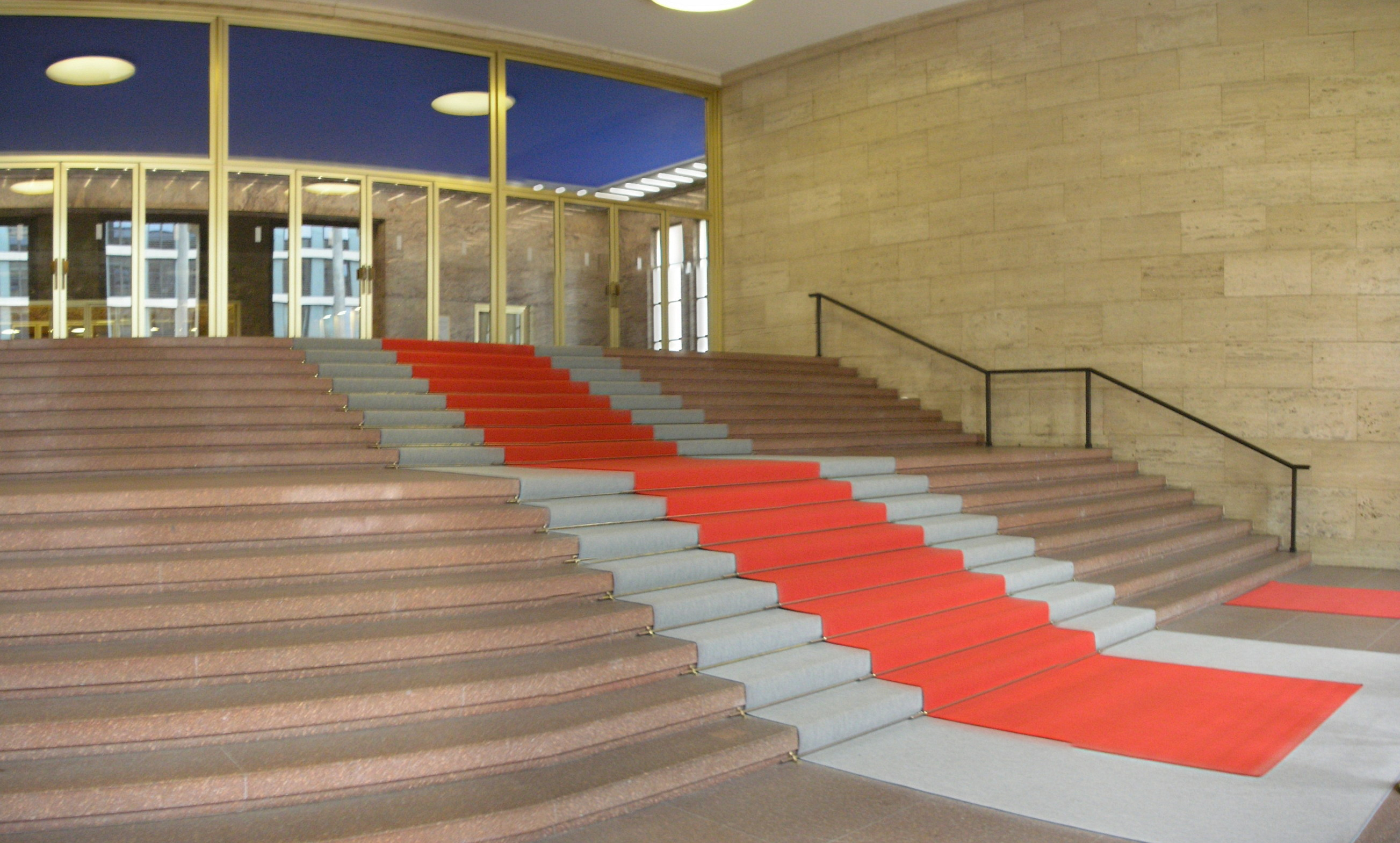
Große Treppe zur Ehrenhalle
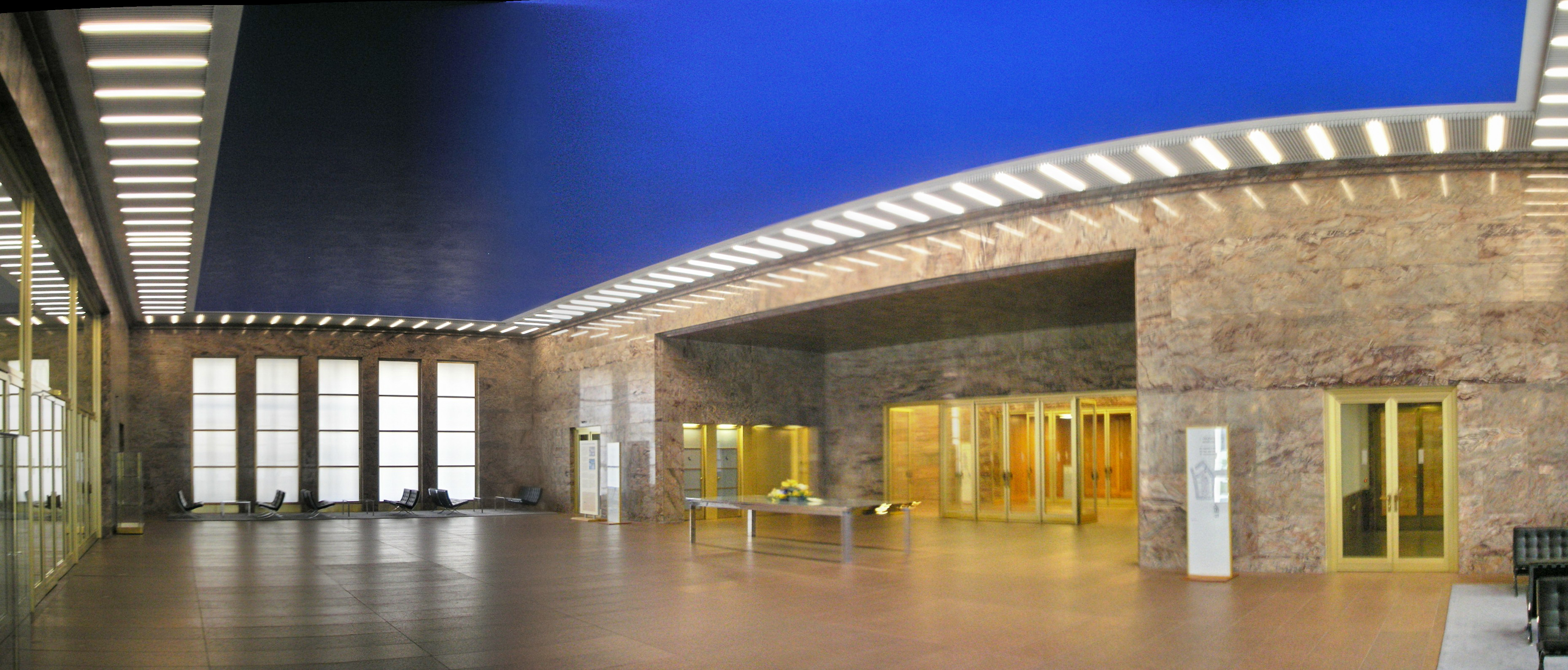
Ehrenhalle, im ursprünglichen Entwurf als Verkehrshalle bezeichnet
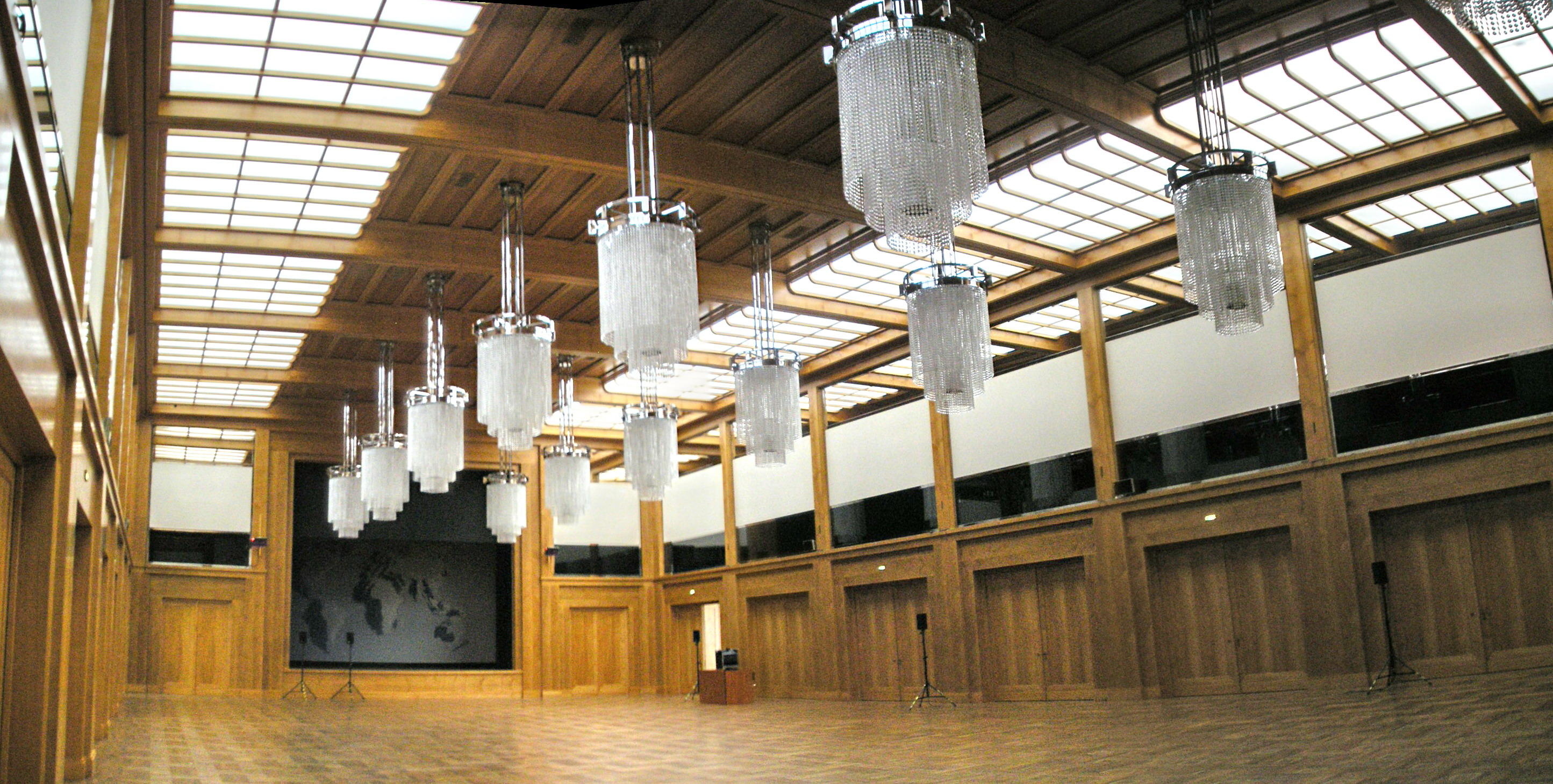
Weltsaal (ehemals: Kassenhalle I)
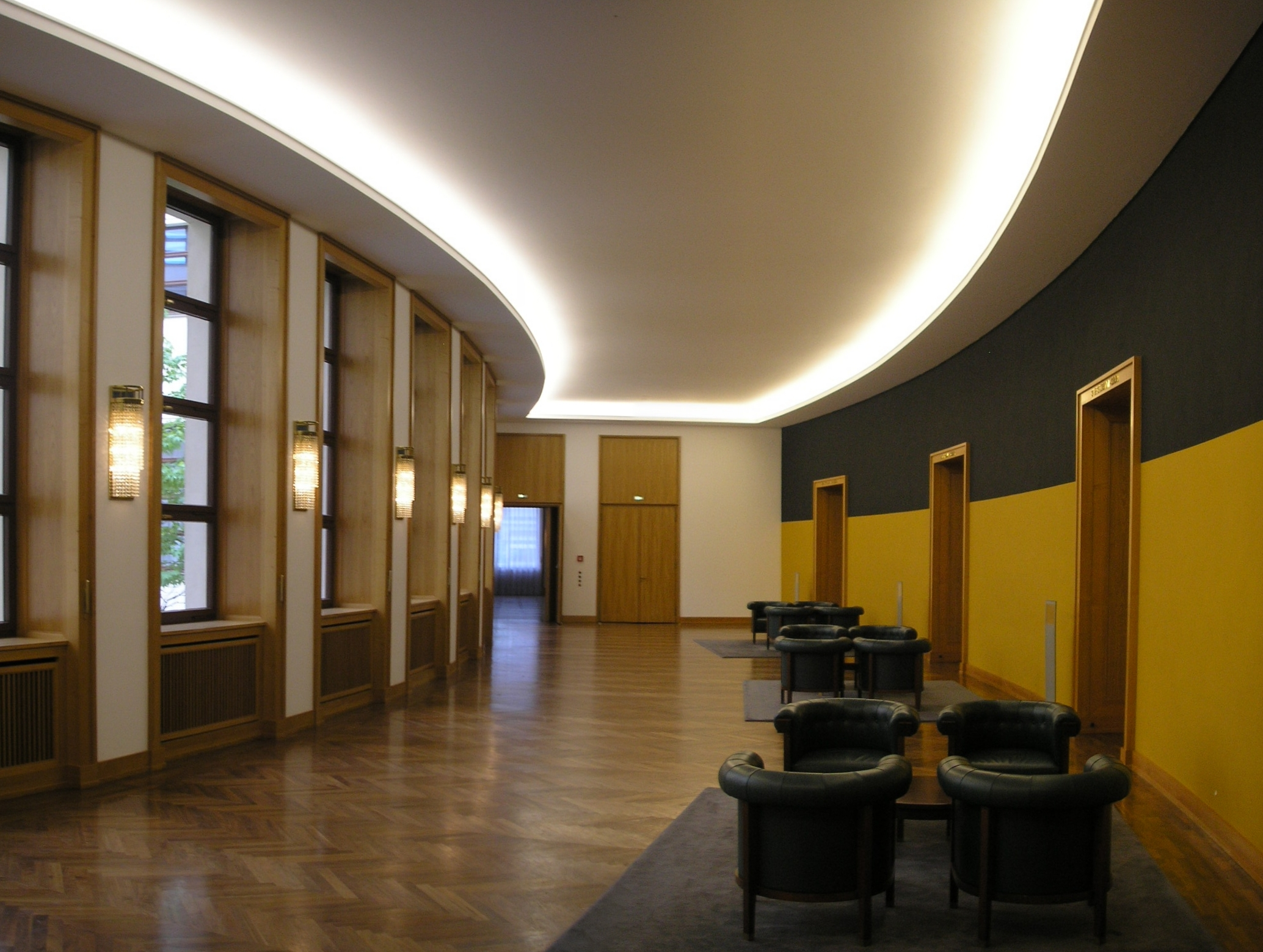
Foyer vor den nach ehemaligen deutschen Außenministern benannten Sitzungsräumen (ehemals: Kassenhalle II)
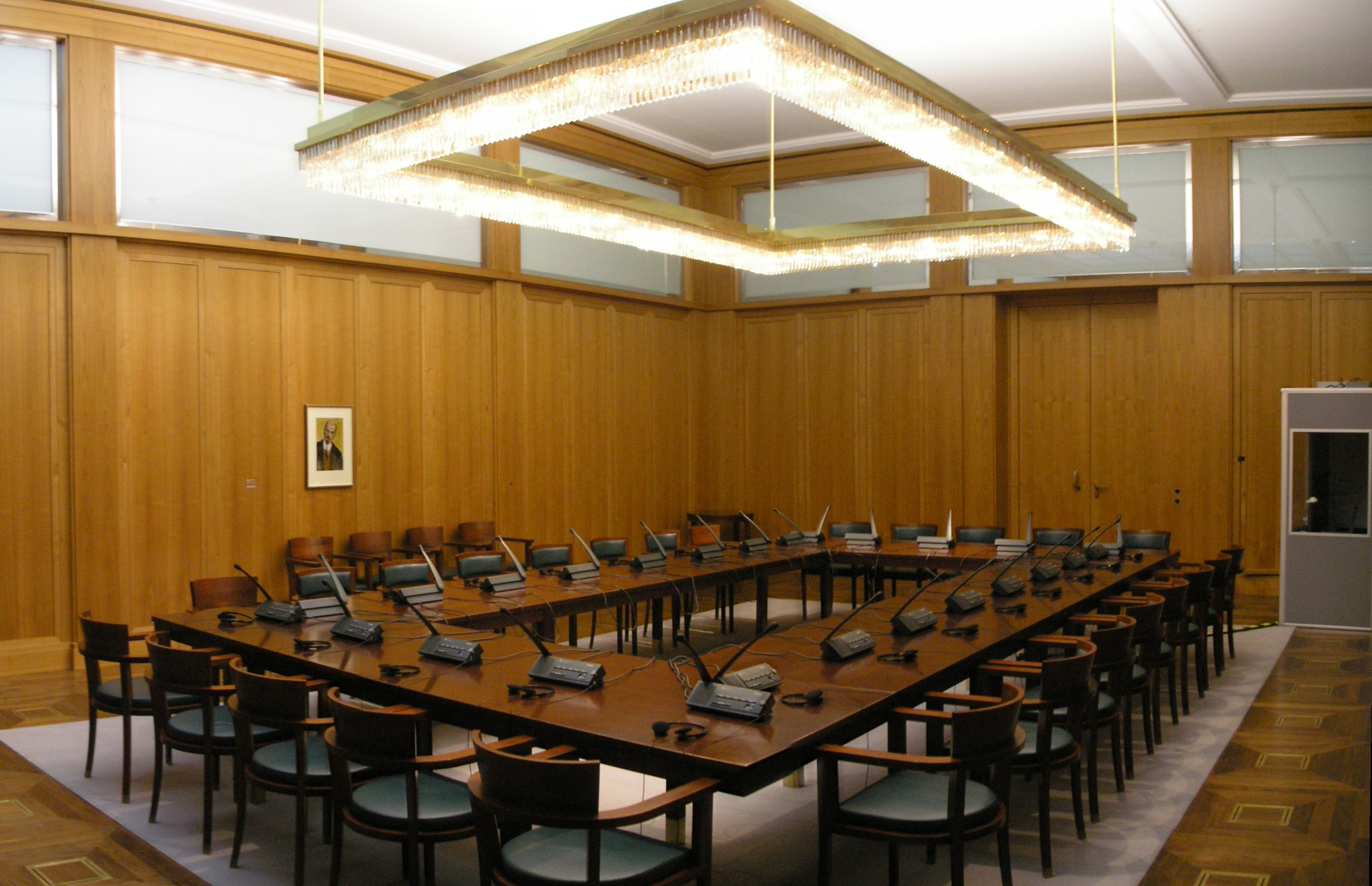
Einer der Sitzungsräume
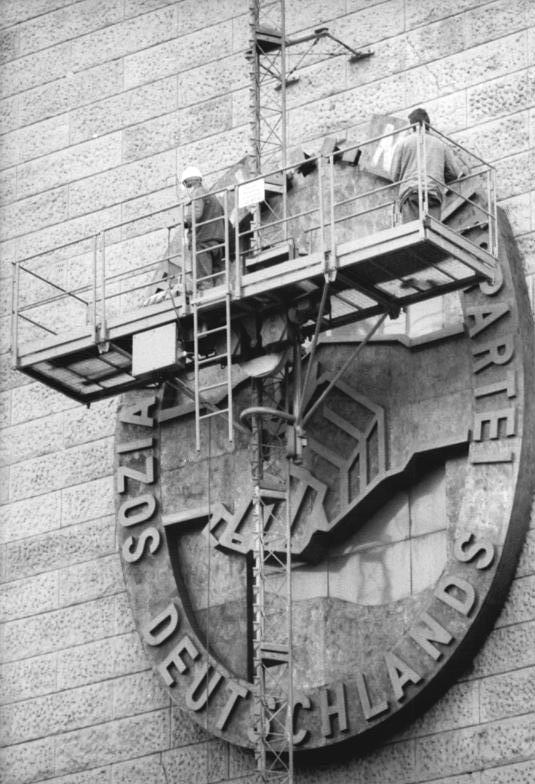
Demontage des SED-Symbols an der äußersten Nord-West-Fassade
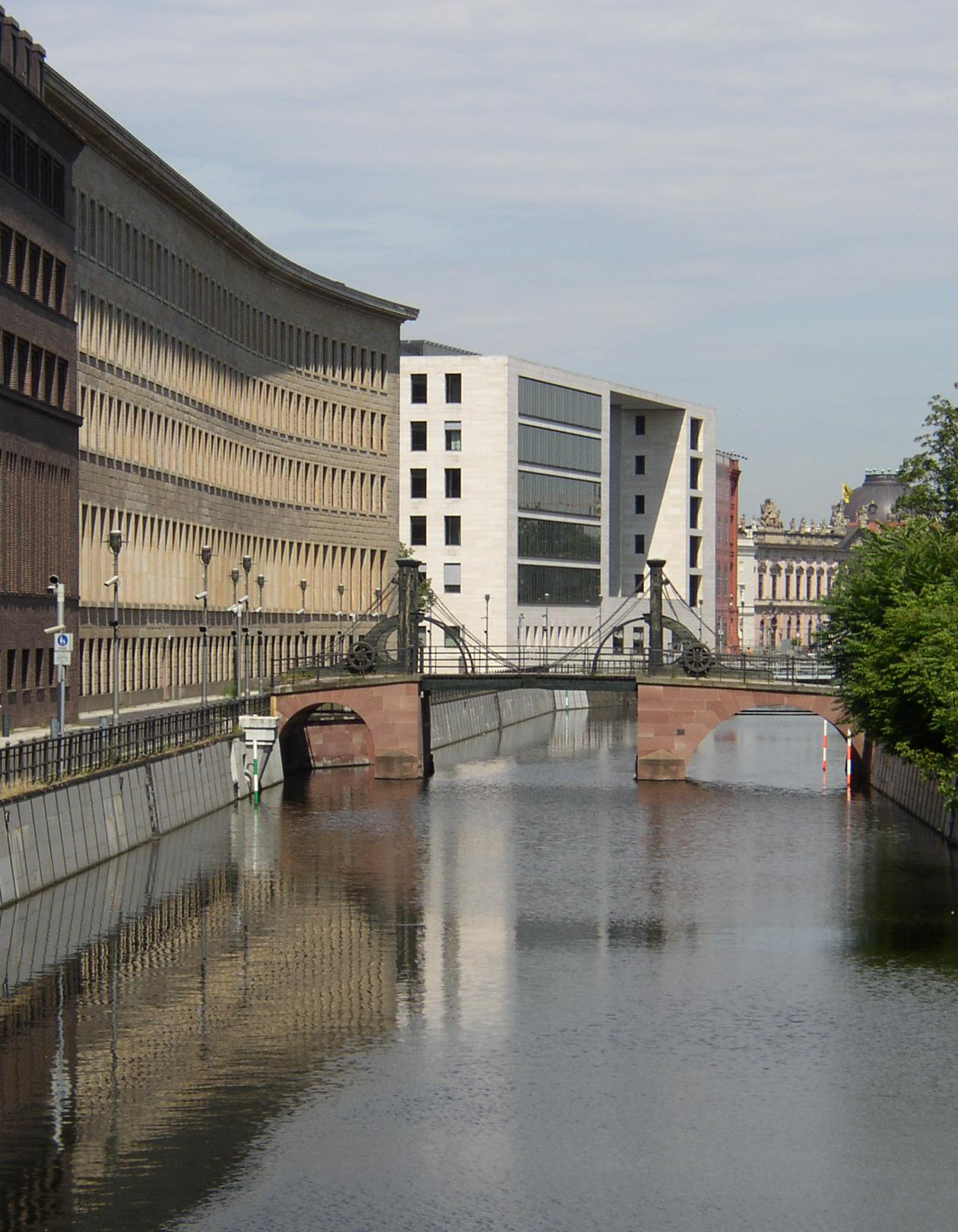
Altbau (links) und Neubau (rechts) des Ministeriums
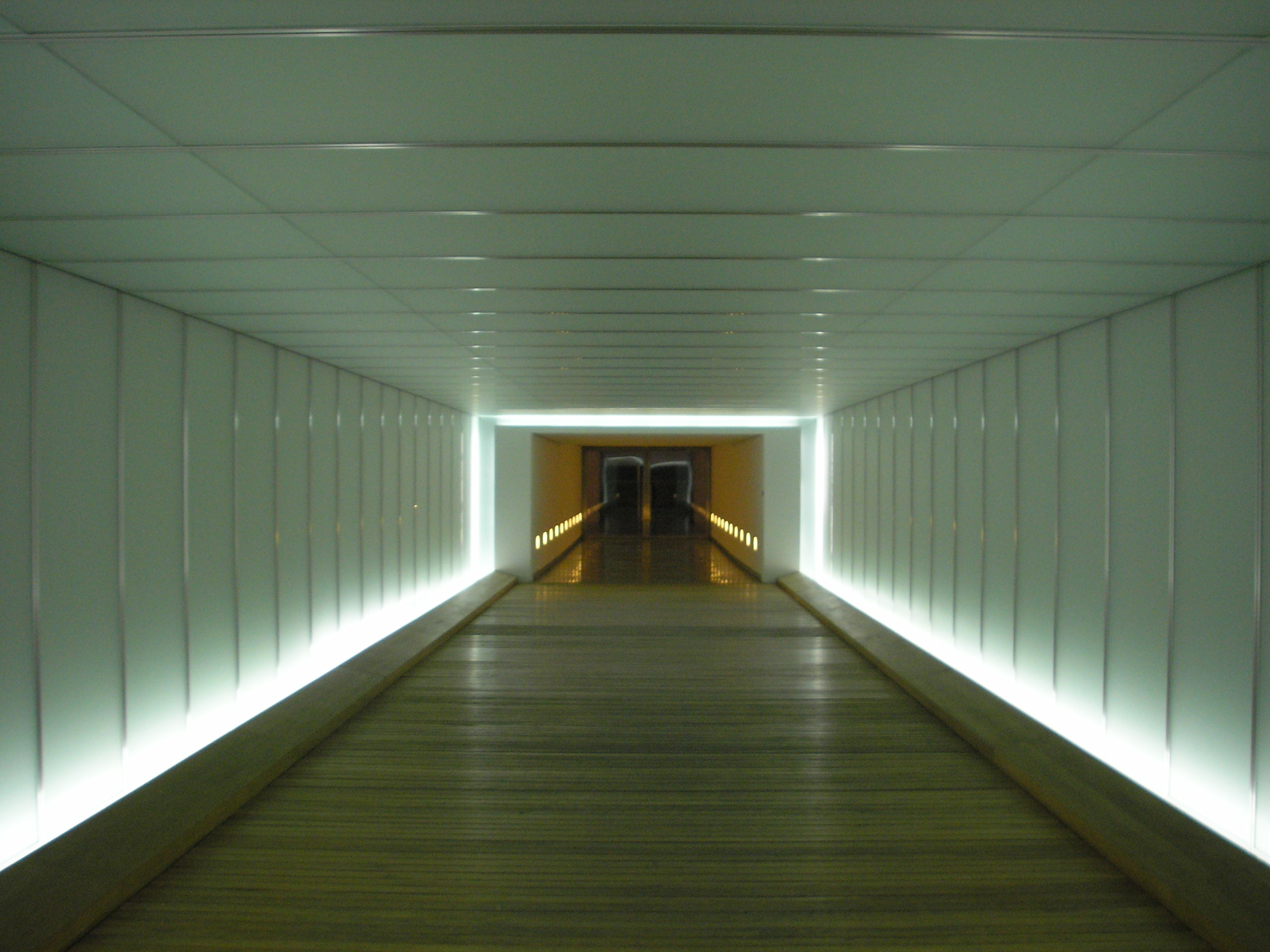
Das in Anlehnung an den Bahnhofsvorplatz Bonn benannte unterirdische Bonner Loch verbindet Alt- und Neubau
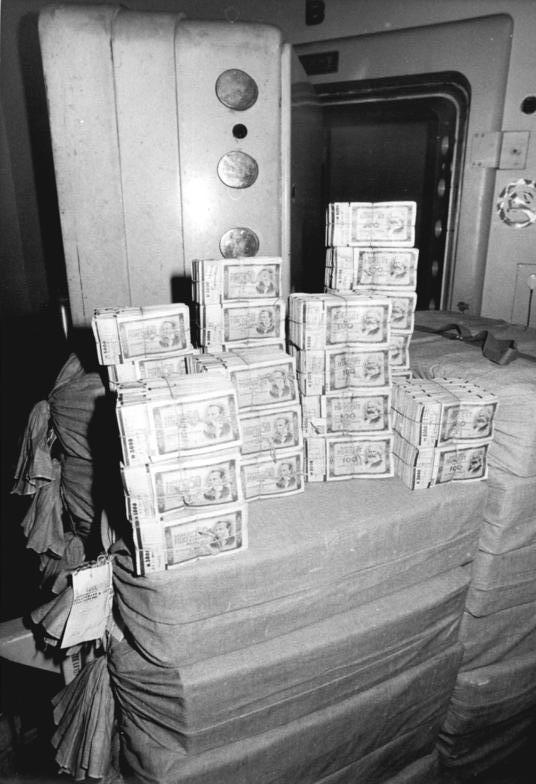
Zentrale Tresoranlagen im ehemaligen Haus der Parlamentarier, April 1990